# Mangora acalypha
Mangore petite-bouteille
Espèce
Synonymes
- Aranea acalypha Walckenaer, 1802
- Epeira genistae Hahn, 1831
- Zilla decora C. L. Koch, 1837

Mangora acalypha, la Mangore petite-bouteille, est une espèce paléarctique d'araignées aranéomorphes de la famille des Araneidae.

## Distribution
Cette espèce se rencontre dans le Paléarctique.
Cette araignée se rencontre en Afrique du Nord, aux îles Canaries, à Madère, en Europe, aux Açores, dans les îles de la mer Méditerranée, au Caucase, au Moyen-Orient, en Asie centrale et en Chine. 
C'est la seule espèce du genre présente en Europe.

## Description
Les mâles mesurent de 3 à 3,5 mm et les femelles de 5,5 à 6 mm
Le céphalothorax est jaune verdâtre, avec des raies noires au centre et sur les côtés. L'abdomen est blanc jaunâtre, avec l'avant marqué de trois bandes noire, dont les deux latérales obliques. La bande centrale se prolonge vers l'arrière, s'élargit brusquement au milieu de l'abdomen, dessinant comme la forme d'une bouteille, avec des taches vert-jaunâtre au centre. Avant cet élargissement, un chevron jaune-verdâtre descend sur les côtés. Ceux-ci sont vert jaunâtre à rayures noires obliques. Les pattes sont jaune-brun clair avec des trichobothries. Sur la face inférieure, le sternum est noire, et le dessous de l'abdomen est noir avec deux paires de taches claires.
Les mâles ressemblent aux femelles, mais avec un abdomen plus mince, et une teinte plus foncée, parfois tirant vers le brunâtre, ainsi que des épines plus longues. Les jeunes peuvent présenter un dessin de l'abdomen orangé au lieu de noir. 

## Écologie
L'espèce cherche les habitats ensoleillés et secs, les pelouses sèches, les bords de chemin et les landes, parfois aussi en zone plus humide. 
Cette araignée orbitèle tisse une toile inclinée, presque horizontale, souvent très près du sol, et dont la spire est très dense, avec une cinquantaine de rayons, voire jusqu'à une soixantaine, un record, et des tours de fils très serrés (jusqu'à 1 mm d'écart). Elle se tient au centre de sa toile. La toile de Zilla diodia, assez proche, est par contre tissée verticalement et à l'ombre, ce qui permet de les distinguer. 
En cas de danger, l'araignée se laisse tomber au sol depuis la toile. Elle devient alors très difficile à voir grâce aux couleurs de son corps qui forme un camouflage parfait.  
Les mâles sont visibles d'avril à août, et les femelles de mai à août. Les jeunes apparaissent dès juillet et hibernent dans la litière ou la mousse. Ils réapparaissent en février.  

## Systématique et taxinomie
Cette espèce a été décrite sous le protonyme Aranea acalypha par Charles Athanase Walckenaer en 1802 dans Faune parisienne, insectes, ou Histoire abrégée des insectes de Paris classés d'après le système de Fabricius. Il la place dans le genre Aranea, dans lequel il place toutes les araignées, comme ses prédécesseurs (Linné, Geoffroy...).
En 1805 Walckenaer la place dans le genre Epeira. En 1839 Carl Ludwig Koch la déplace dans le genre Zilla. En 1866 Anton Menge la déplace dans le genre Miranda. En 1867 Anton Ausserer la déplace dans le genre Meta.
C'est en 1910 qu'elle est placée dans le genre Mangora par l'arachnologiste suisse Roger de Lessert, dans son Catalogue des invertébrés de la Suisse. Ce genre avait été créé en 1889, par Octavius Pickard-Cambridge, dans le volume Arachnida, Araneidea I de l'encyclopédie Biologia Centrali-Americana (en), éditée par le Musée d'histoire naturelle de Londres, pour décrire des espèces américaines qui lui étaient envoyées. Cette classification est restée validée depuis lors.
Les espèces Epeira genistae et Zilla decora ont été placées en synonymie avec Mangora acalypha.

## Étymologie
Le nom d'espèce acalypha est tiré du grec ἀκαλήφη, ortie, de ἀκίς, akís ("pointe, dard, piquant"), qui désigne les épines (trichobothries) très visibles sur les pattes. 
Le surnom "petite-bouteille" du nom vernaculaire français désigne le dessin de la partie postérieure de l'abdomen, dont le motif noir peut faire penser à une bouteille avec le goulot tourné vers l'avant. Ce même dessin, en Grande-Bretagne, faisait plutôt penser à une batte de cricket, sport national, et l'araignée y a été nommée en anglais "cricket-bat orb weaver", orb weaver désignant les araignées orbitèles. 
En allemand, elle est appelée Streifenkreuzspinne, qui signifie "araignée à croix rayée", les "araignées à croix" désignant les espèces du genre Araneus, qui présentent souvent une croix à l'avant de l'abdomen.

## Galerie

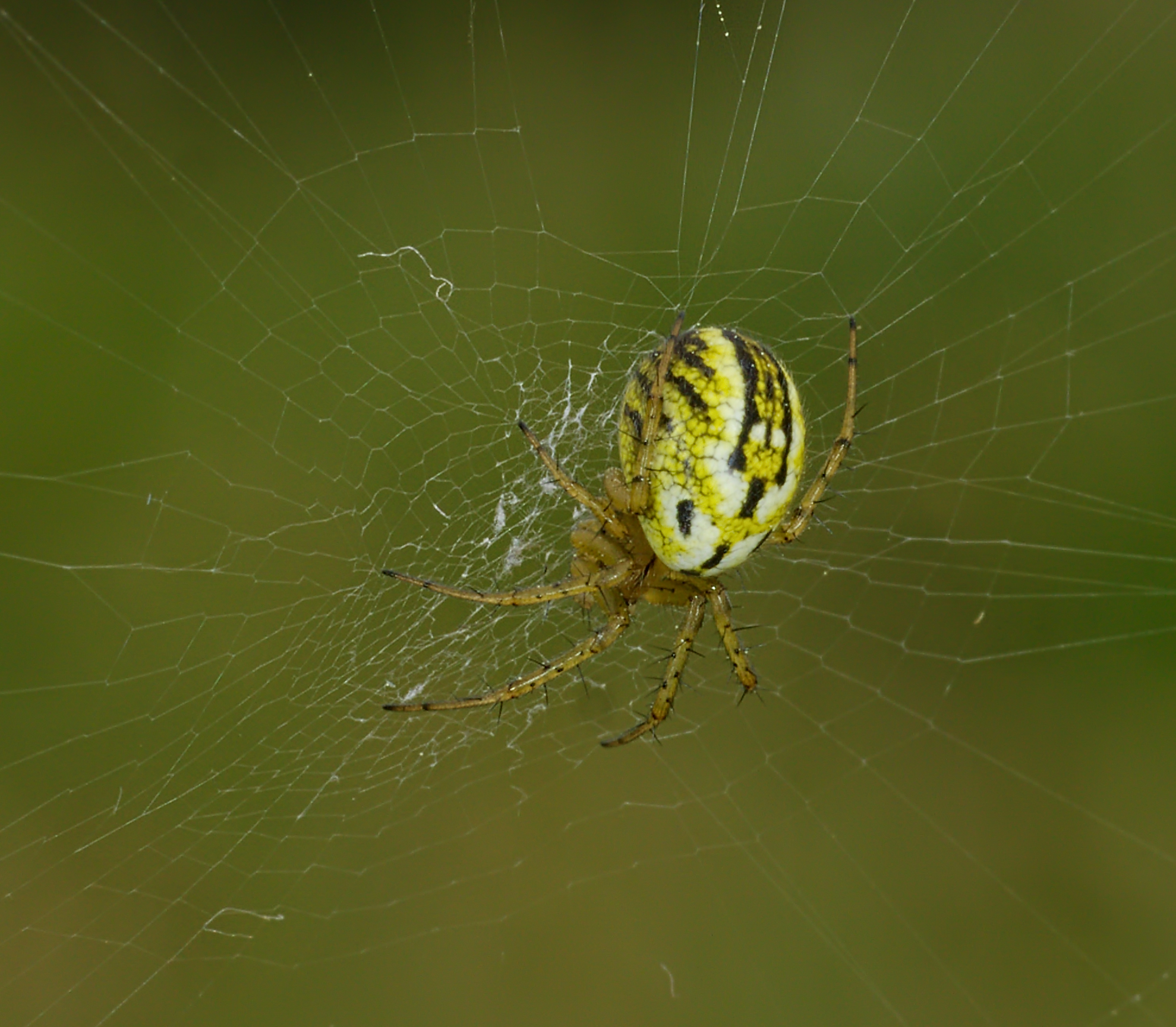
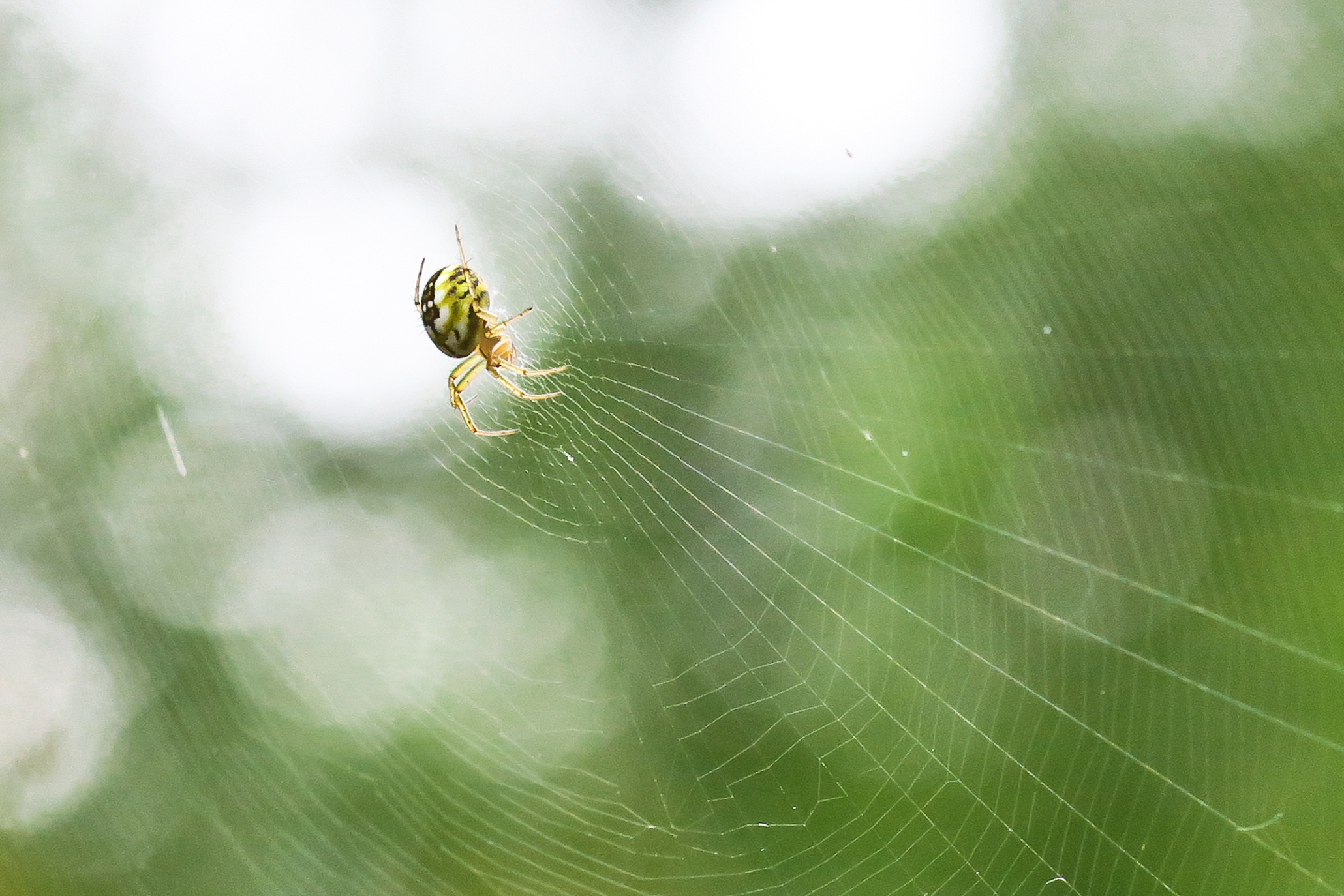
Jeune femelle dans sa toile
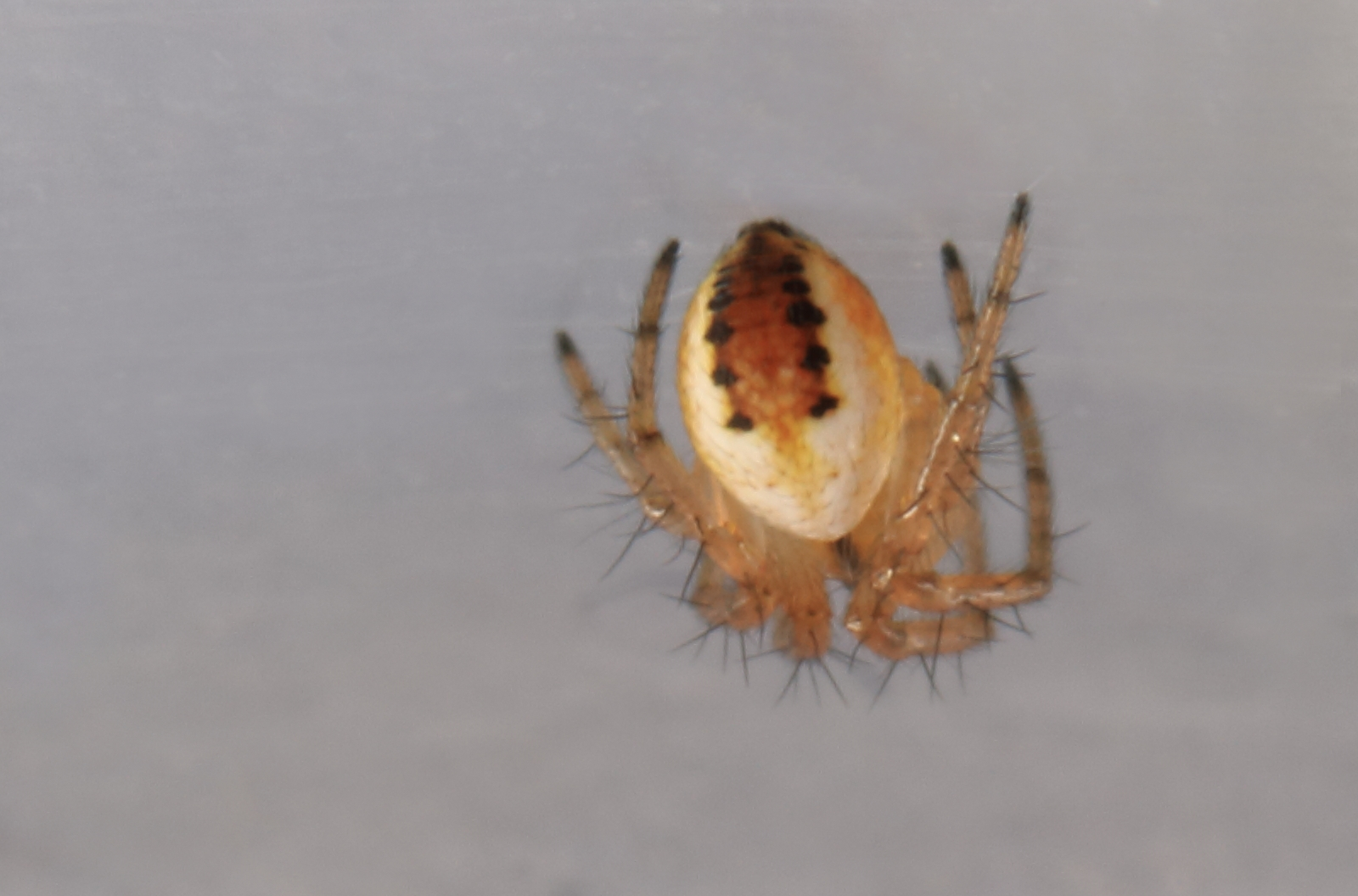
Juvénile (2 mm)
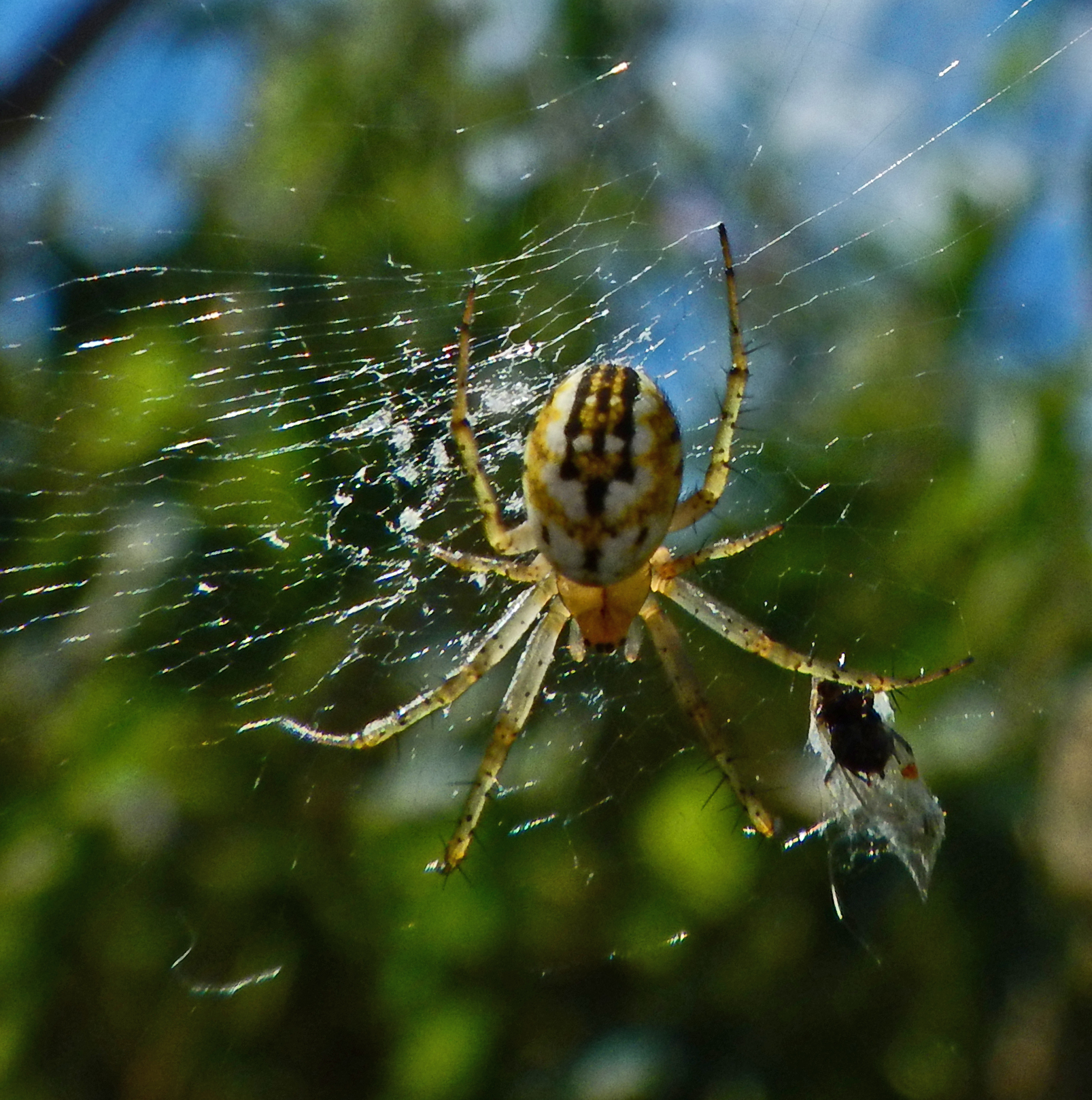
Dans sa toile avec une proie
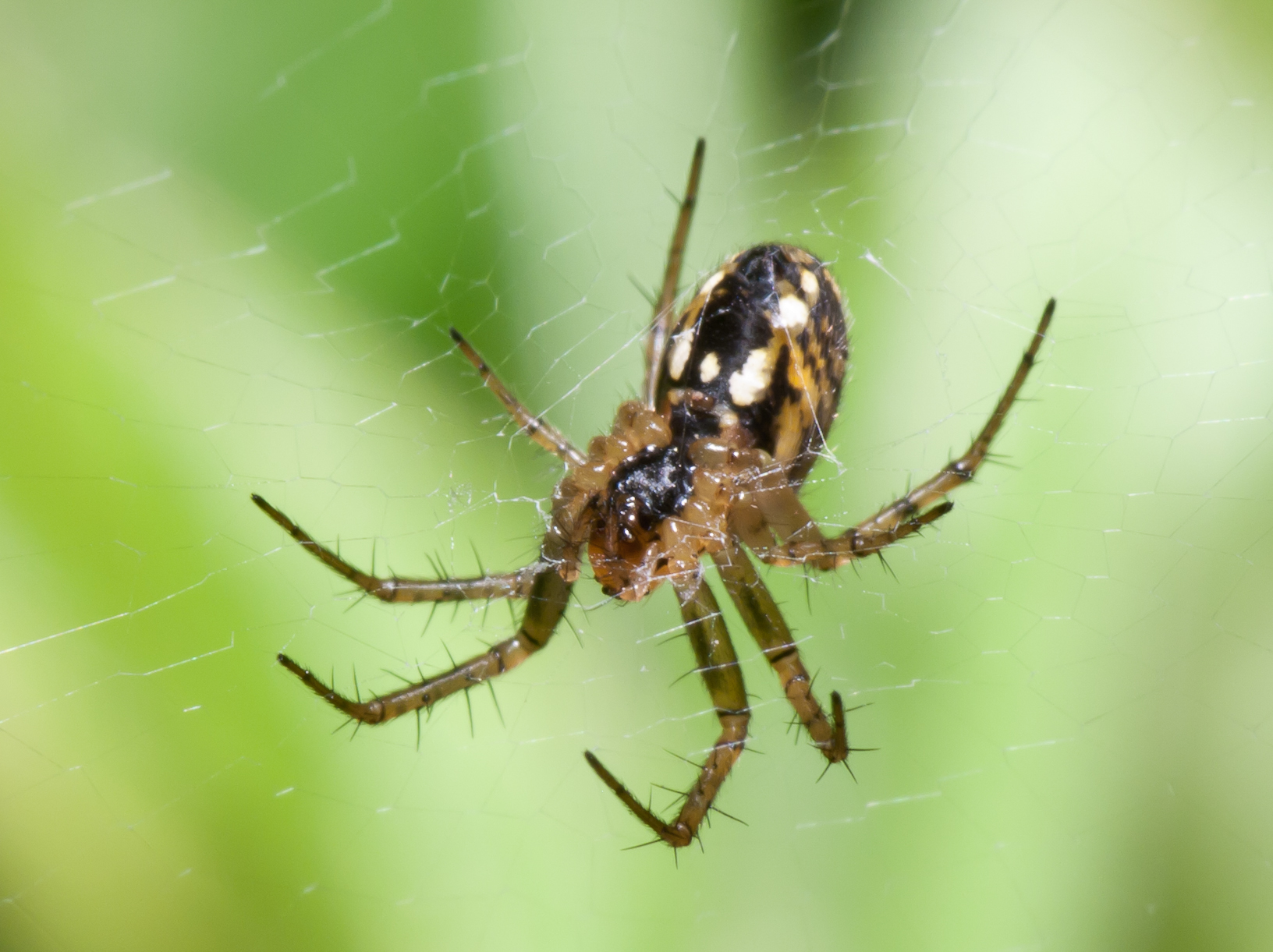
Face ventrale
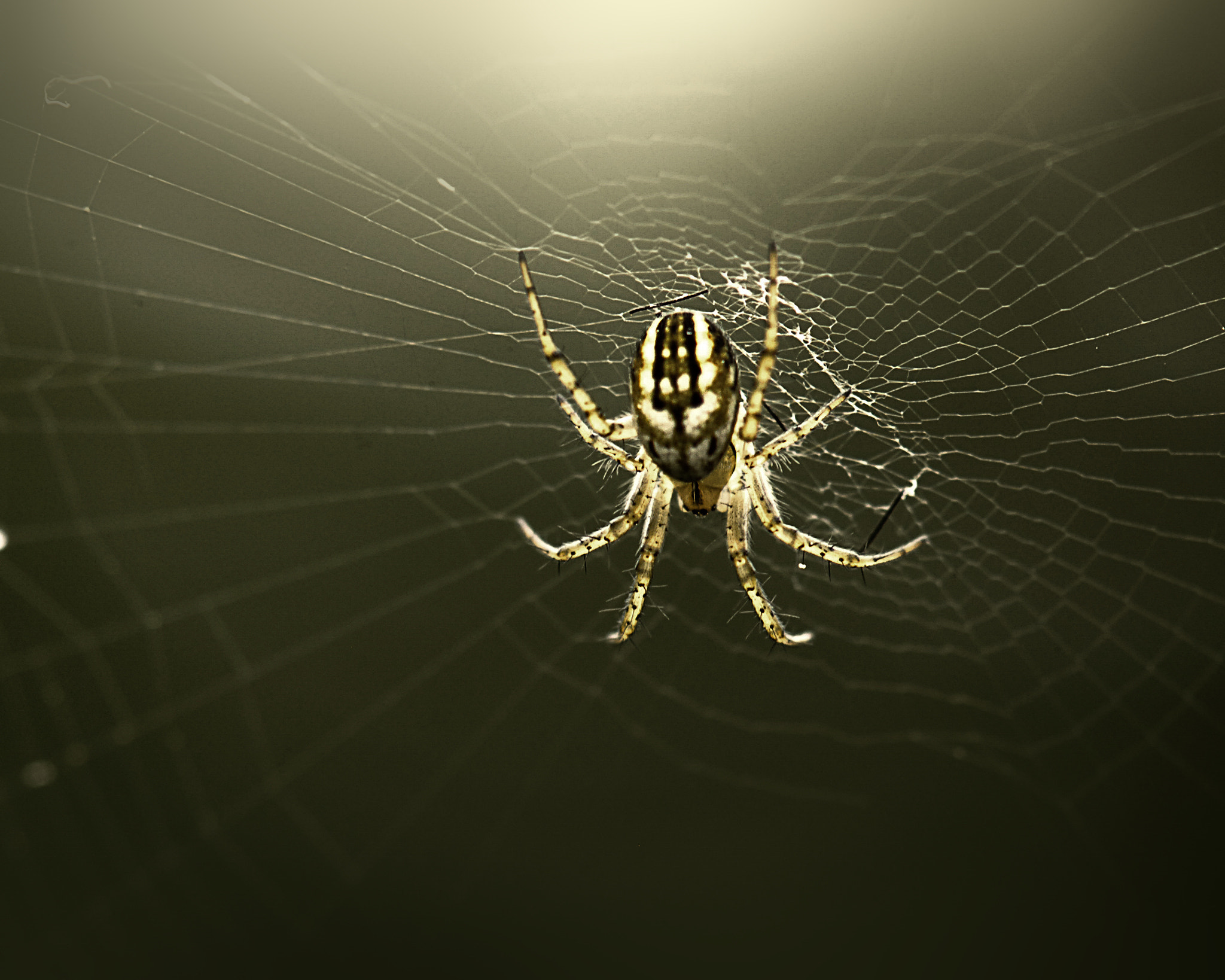
Toile
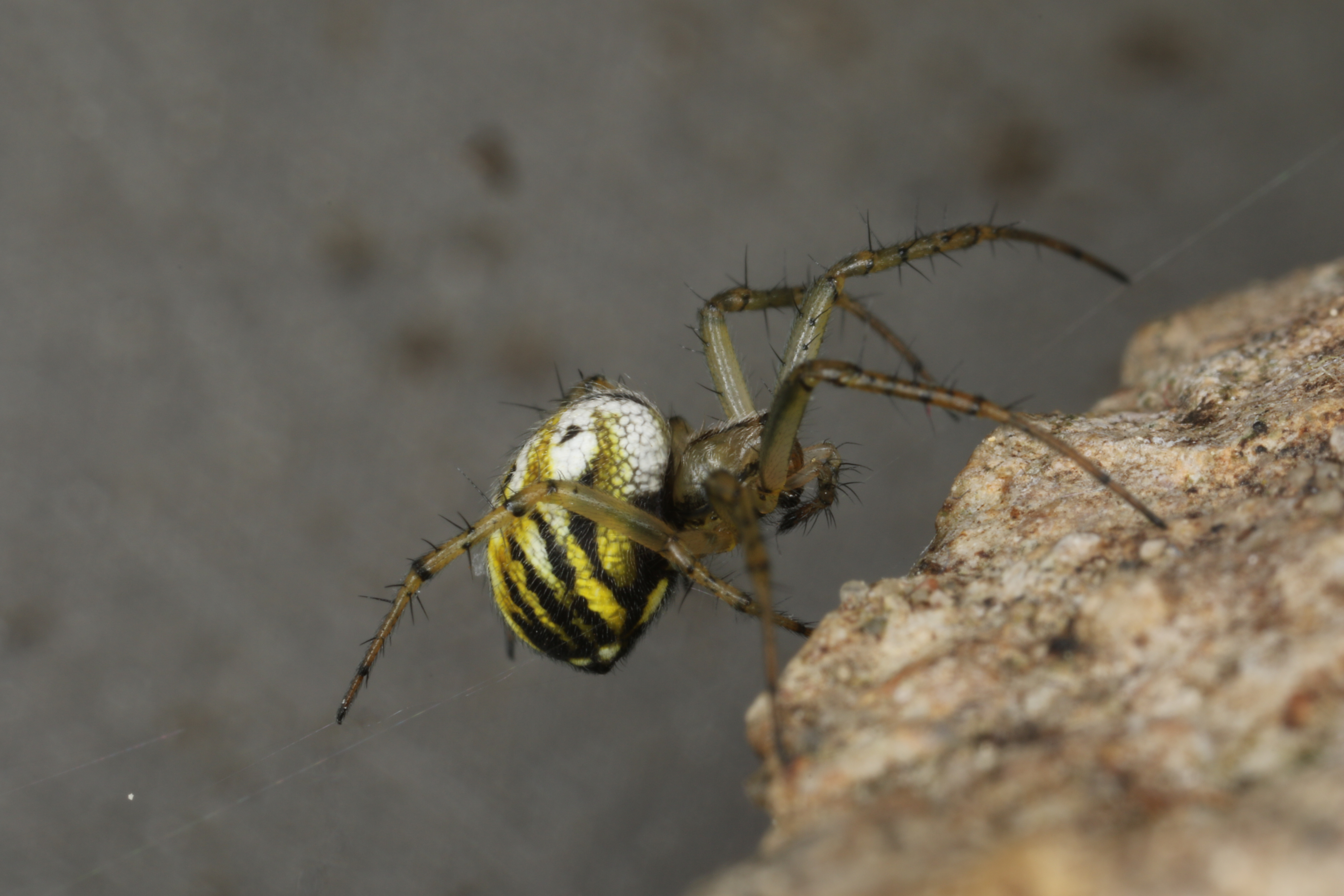
Dessin des côtés de l'abdomen
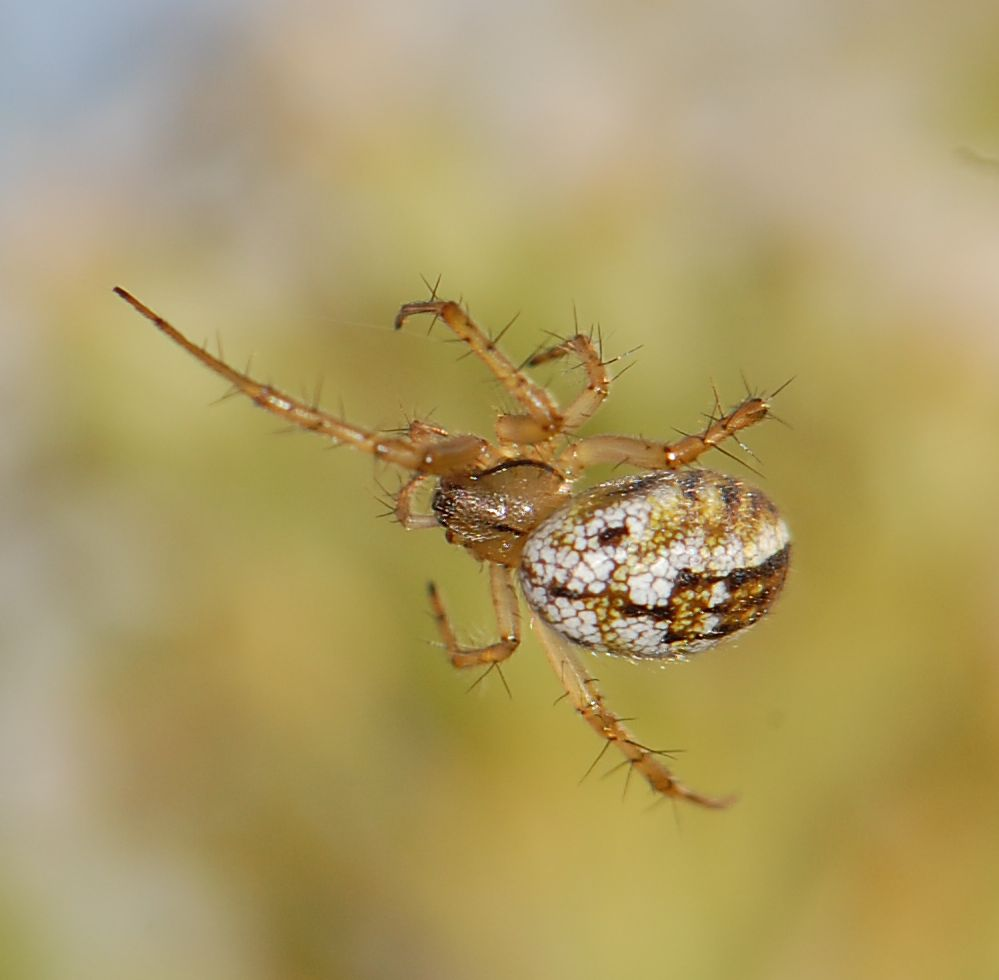
Forme plus brune
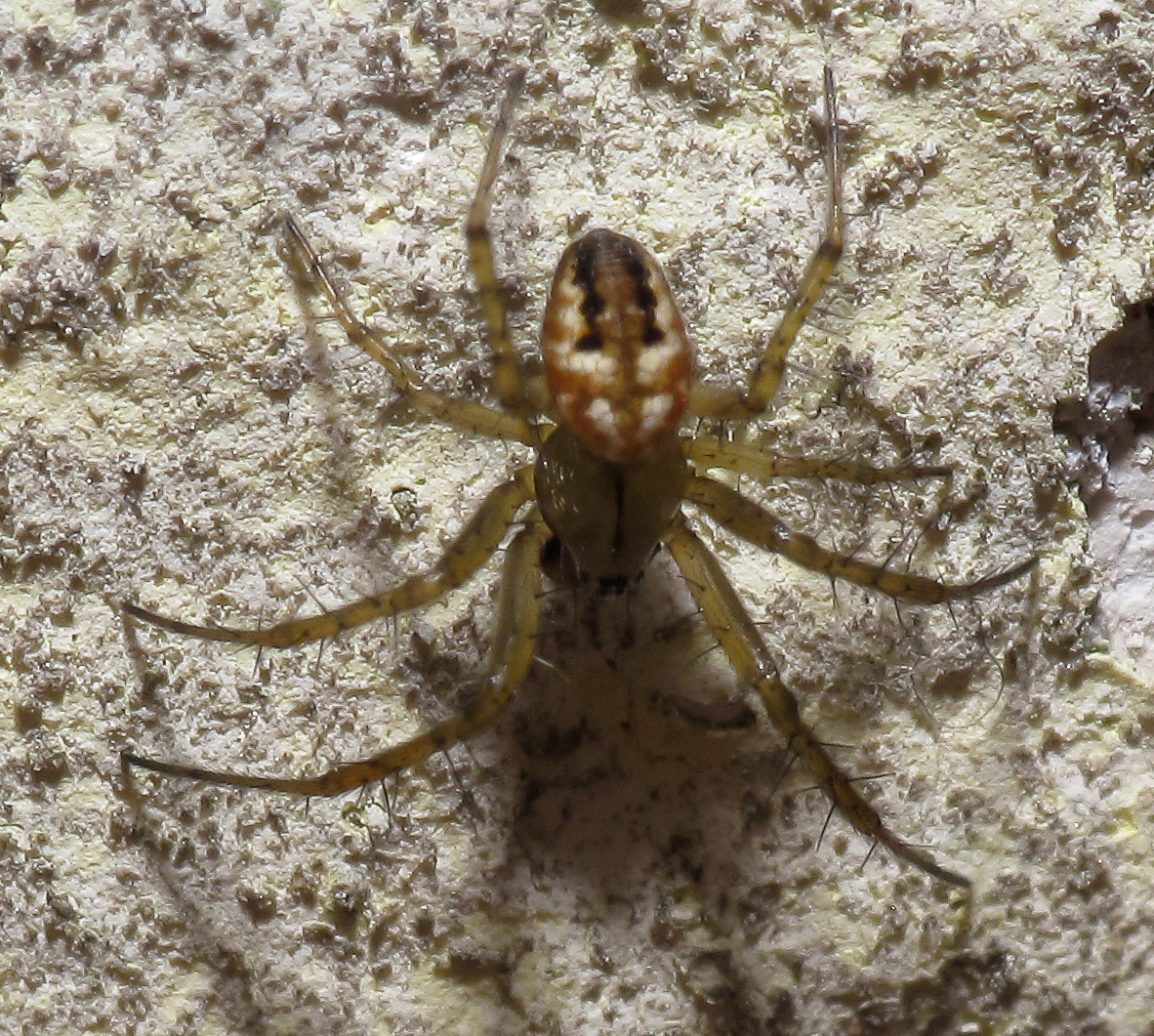
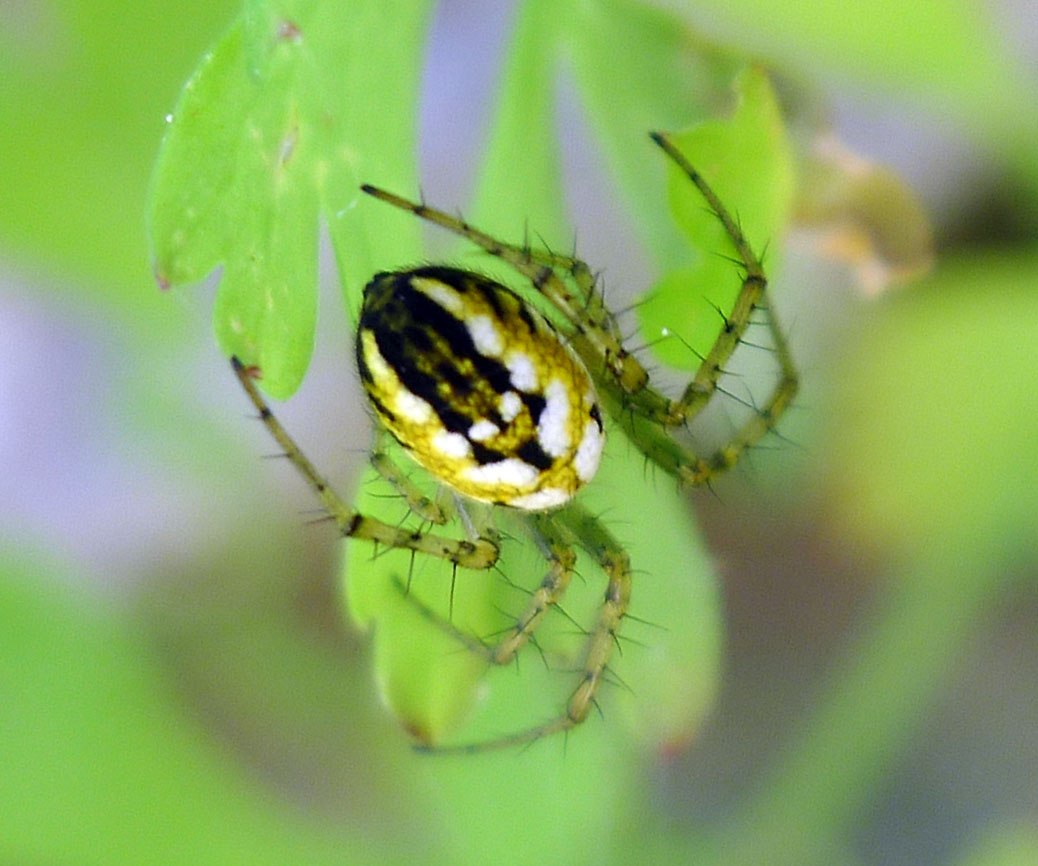

## Publication originale
- Walckenaer, 1802 : Faune parisienne, Insectes. ou Histoire abrégée des insectes des environs de Paris. Paris, vol. 2, p. 187-250 (texte intégral).